# Acanthopholis
Acanthopholis — рід анкілозаврових динозаврів родини Nodosauridae, що жив у Англії в пізній крейдяний період. Існує один вид, A. horrida.